# Spesenroth

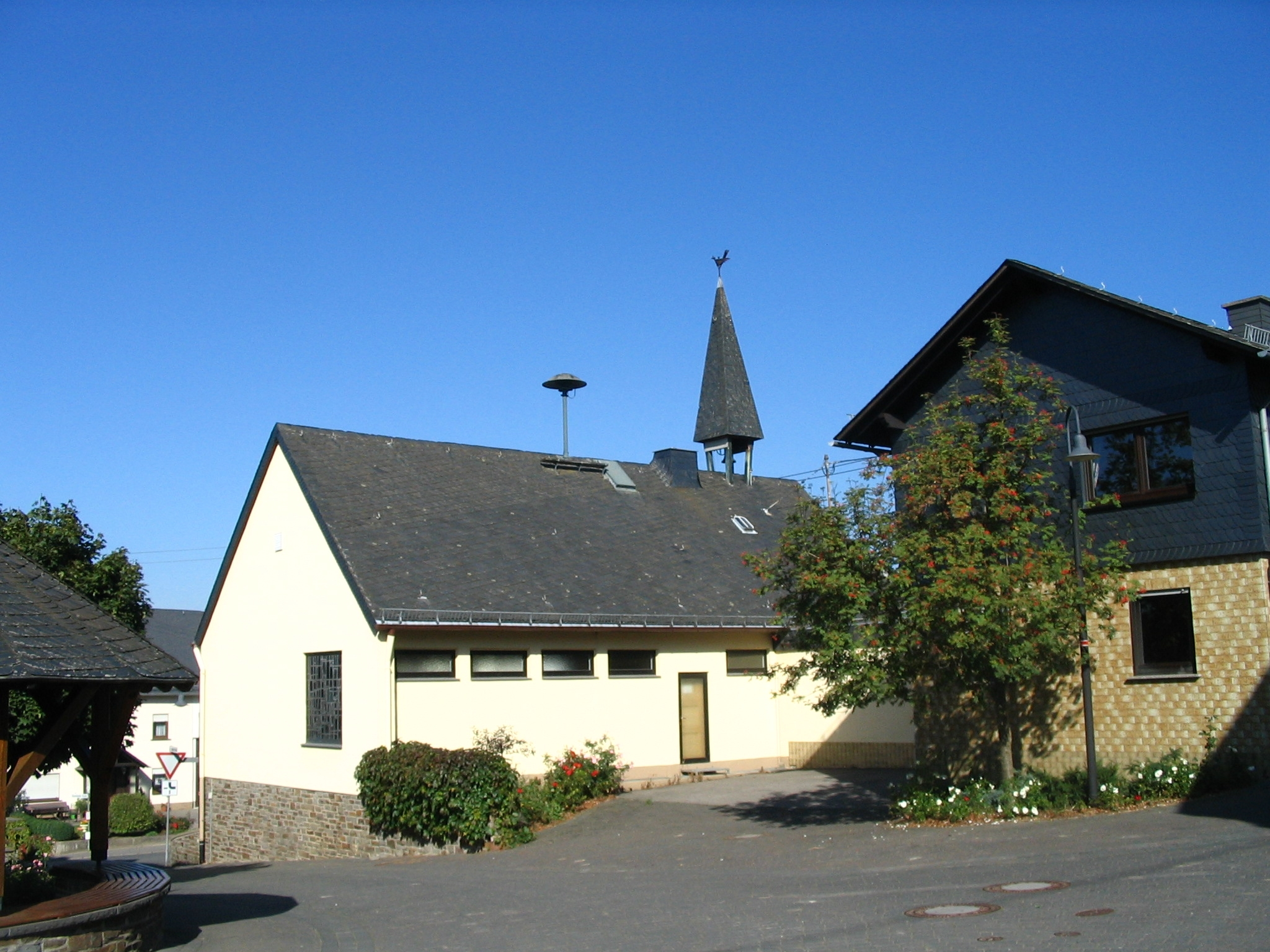
Gemeindehaus Spesenroth

Spesenroth ist eine Ortsgemeinde im Rhein-Hunsrück-Kreis in Rheinland-Pfalz. Sie gehört der Verbandsgemeinde Kastellaun an.

## Geographie
Spesenroth liegt zentral im Hunsrück. Das Dorf ist angesiedelt auf einer Kuppe zwischen dem südlich gelegenen Külzbachtal und der nördlich gelegenen Stadt Kastellaun. Die Gemarkung Spesenroth umfasst ein Areal von 3,51 km², davon sind 0,32 km² Mischwald.
| Bell       | Kastellaun                                  | Hollnich |
| Hasselbach | Kompassrose, die auf Nachbargemeinden zeigt | Laubach  |
| Michelbach | Alterkülz                                   |          |

## Geschichte
Spesenroth wurde 1427 erstmals urkundlich erwähnt und gehörte zum sponheimischen Amt Kastellaun. Mit der Besetzung des linken Rheinufers 1794 durch französische Revolutionstruppen wurde der Ort französisch, 1815 wurde er auf dem Wiener Kongress dem Königreich Preußen zugeordnet. Nach dem Ersten Weltkrieg zeitweise französisch besetzt, ist der Ort seit 1946 Teil des damals neu gebildeten Landes Rheinland-Pfalz.

## Politik

### Bürgermeister
Ortsbürgermeister ist Volker Boos.

### Wappen
| Wappen von Spesenroth | Blasonierung: „Der Schild in Gold, geteilt durch einen rotsilbernen doppelreihig geschachteten Schräglinksbalken, oben ein linksgewendeter blauer Kuckuck, unten ein dreizweigiges grünes Wacholderreis mit blauen Beeren.“ |
| Wappen von Spesenroth | Wappenbegründung: Der Schrägbalken weist auf frühere Zugehörigkeit von Spesenroth zur Hinteren Grafschaft Sponheim, Amt Kastellaun, hin. Der blaue Kuckuck nimmt redend Bezug auf den heute noch gebräuchlichen Ortsnecknamen der Dorfbewohner. Wacholder und Wacholderbeeren weisen auf das „Wacholderschlagen“ und den Krammetsvogelfang auf der Spesenrother Heide hin. Diese Heide war jahrhundertelang ein Streitobjekt unter den Gemeinden Kastellaun, Alterkülz und Spesenroth. Heute gehört sie zum größten Teil zur Gemarkung Spesenroth. |